# Prospero Centurione Fattinanti
Prospero Centurione Fattinanti (Genova, 1510/1520 – Genova, 1581) fu il 70º doge della Repubblica di Genova.

## Biografia

Stemma nobiliare dei Fattinanti

### Vita politica prima del dogato
Figlio di Agostino Centurione Fattinanti e di Pomellina Zoaglio (o Zoagli), nacque a Genova in un periodo compreso tra il 1510 e il 1520. La famiglia Fattinanti era originaria di Voltaggio e fu con l'iscrizione nell'albergo della nobiltà genovese, nel 1528, che venne affiliata alla famiglia nobiliare dei Centurione.
Prospero Centurione Fattinanti intraprese la vita pubblica dal 1555 quando, eletto nel Minor Consiglio, ricoprì la carica di responsabile dei due dicasteri della Moneta e degli Straordinari. Nel 1556 entrò nell'Ufficio dell'Abbondanza e, verso alla fine dell'anno, nominato procuratore della Repubblica. Nei successivi anni, fino al 1560, venne chiamato a ricoprire la carica di ufficiale delle Compere presso il Banco di San Giorgio, mansione che gli permise di ampliare le sue conoscenze economiche e finanziarie. Padre del Comune tra il 1562 e il 1563 raggiunse nel 1565 un'ambita carica istituzionale, quella di sindacatore supremo.
Chiamato a giudicare l'operato dell'ex doge Giovanni Battista Lercari fu uno dei due sindacatori (l'altro fu Bartolomeo Cattaneo) che si schierò a favore della nomina a procuratore perpetuo per il Lercari, giudizio che invece fu rigettato dagli altri tre sindacatori supremi. Fino al 1575 si alternò nel ricoprire cariche istituzionali a Genova, negli uffici del Banco di San Giorgio e magistrature pure in Corsica.
In preda ad una vera e propria guerra civile e politica tra le due nobiltà "vecchia" e "nuova", il Senato, quasi totalmente in mano ai nobili nuovi, si affrettò ad eleggerlo nuovo doge della Repubblica di Genova per continuare quella nuova politica "moderata" instaurata nel mandato del precedente doge Giacomo Grimaldi Durazzo. Eletto il 17 ottobre del 1575 fu il venticinquesimo dalla riforma biennale e il settantesimo nella storia repubblicana.

### Il dogato

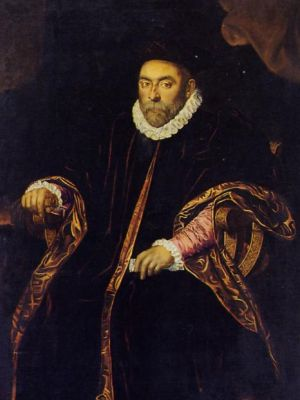
Dipinto del nobile

Il mandato del doge Centurione Fattinanti fu caratterizzato per lo più dagli eventi che in quegli anni sconvolsero Genova e la sua Repubblica, divisa tra le due fazioni nobiliari "vecchia" e "nuova": i primi oramai in minoranza al Senato e in città per gli spontanei allontanamenti dal capoluogo genovese, i secondi chiamati a governare assieme a nuove alleanze popolari - capeggiate da Gianandrea Doria e Bartolomeo Coronata - moderate e allo stesso tempo pronte allo scontro per la risoluzione del conflitto.
Già nell'estate nel 1575 si cercò di arrivare ad una soluzione, una tregua duratura tra le due nobiltà e fu lo stesso Prospero Centurione Fattinanti, non ancora doge, a proporsi portavoce dei nobili nuovi all'incontro promosso a Casale Monferrato dal pontefice Gregorio XIII che inviò il cardinale Giovanni Gerolamo Morone. Davanti al cardinale le due fazioni dettarono le basi per una nuova pace e alleanza le quali, tuttavia, non si attueranno nell'immediato. Saranno anche questi i motivi che porteranno all'elezione dogale di Centurione Fattinanti, figura "moderata" della nobiltà "nuova" ma con scambi e rapporti benevoli pure con la parte "vecchia".
E proprio questi rapporti con le due nobiltà non mancheranno di suscitare asti e dissapori tra gli stessi nobili che, sempre in lotta contro i "vecchi", additeranno come traditrice della patria questa nuova nobiltà (con a capo lo stesso doge) arrivando addirittura ad incitare una nuova sommossa popolare. Per contrastare questa nuova e possibile rivolta del popolo furono emanate dal doge misure straordinarie di polizia con la speranza di ottemperare quindi agli accordi di pace firmati a Casale.
Nei primi mesi del 1576, poco prima della ratificazione degli accordi di Casale, gli oppositori dissidenti del Senato diedero corpo ad una nuova campagna di diffamazione contro l'operato del doge e di un altro capo della nobiltà nuova, l'ex doge Paolo Giustiniani Moneglia, accusando questi ultimi di aver "venduto" Genova e la repubblica alla Spagna. Le accuse, infondate peraltro, provocarono la reazione immediata del senato genovese che decretò l'annullamento di ogni riunione interna e l'arresto di alcuni esponenti dei dissidenti, tra questi Bartolomeo Coronata e Silvestro Fazio, quest'ultimo autore del discorso provocatorio in Senato durante la nomina a doge di Centurione Fattinanti. Scarcerati dopo l'approvazione degli accordi di Casale, nel marzo del 1576, furono tuttavia accusati a dicembre di congiura contro la repubblica e solo Fazio fu scagionato dell'accusa.

### Dopo il dogato e gli ultimi anni
Terminato il dogato il 17 ottobre del 1577 l'ex doge Prospero Centurione Fattinanti venne nominato procuratore perpetuo e fu l'unica e ultima carica pubblica che ricoprì. Dettato il suo testamento nel 1578 morì a Genova nel 1581 con sepoltura all'interno della chiesa di Santa Chiara ad Albaro.

### Vita privata
Sposato con Geronima Giustiniani ebbe ben nove figli, cinque maschi e quattro femmine, i più entrati in diversi ordini religiosi.